# Mécanisme d'Orowan
Le mécanisme d'Orowan décrit l'interaction des dislocations avec des particules (tels que des précipités) dispersées dans un matériau cristallin. Ce modèle décrit le phénomène de durcissement par précipitation tant que les particules ne sont pas coupées ou contournées par les dislocations. Le mécanisme porte le nom d'Egon Orowan, un physicien et métallurgiste hongro-britannique.

## Mécanisme

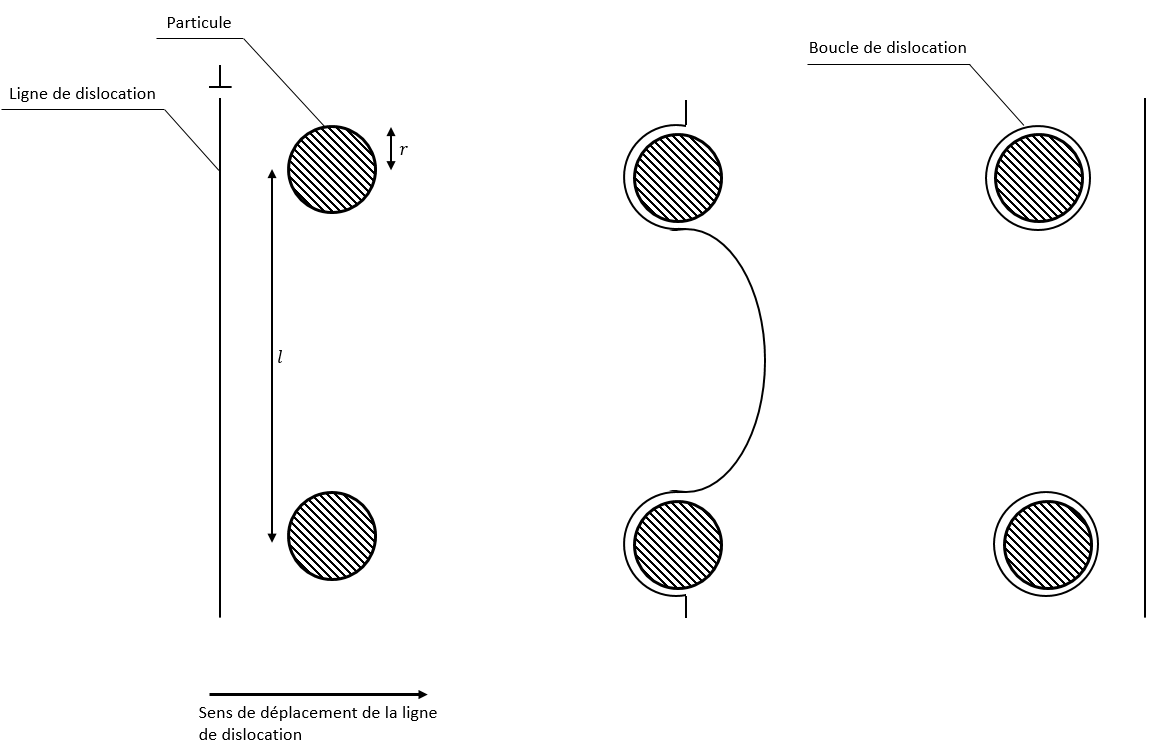
Entravement du mouvement d'une dislocation par des particules

L'effet des particules en tant qu'obstacle au mouvement des dislocations est à l'origine du durcissement par dispersion. Le mécanisme d'Orowan ne se produit pas pour des particules incluses de manière cohérente dans la matrice (c'est-à-dire qu'elles prennent la place d'autres atomes sans perturber la matrice).
Les dislocations gênées par les particules s'enroulent alors autour de celles-ci pour se recombiner de l'autre côté et continuer à avancer en laissant une boucle de dislocation autour de la particule. Le phénomène est similaire à une source de Frank-Read.
Si une nouvelle dislocation se présente devant les particules, elle "verra" la particule + la boucle de dislocation comme un obstacle à part entière. Le rayon de l'obstacle est alors plus important que la particule seule. C'est ce qui conduit à la scission (ou au contournement) de cette dernière, lorsque suffisamment de dislocations se sont accumulées.
La dislocation, en s'allongeant, produit un demi-cercle entre les particules, dont le rayon R est le suivant (avec r le rayon des particules et l la distance séparant le centre de chaque particule) :
{\displaystyle R={\frac {l-2r}{2}}}
La contrainte critique nécessaire pour que la dislocation passe les particules s'exprime alors de la même façon que la contrainte critique de la source de Frank-Read :
{\displaystyle \tau _{crit}={\frac {Gb}{l-2r}}}
{\displaystyle G} : Module de cisaillement
{\displaystyle b} : Vecteur de Burgers
Pour avoir la véritable contrainte critique, il faut multiplier la partie droite de la formule par une constante dépendant du type de dislocation (vis ou coin).
Les mécanismes de cisaillement et contournement des précipités sont expliqués dans cet article (en anglais).